# Cüneyt Çakır
Cüneyt Çakır (n. 23 noiembrie 1976) este un arbitru turc de fotbal.
Pe lângă meciurile ordinare din Süper Lig, Çakır mai arbitrează în UEFA Champions League, UEFA Europa League (inclusiv anterior în Cupa UEFA, până la redenumirea ei).
Cüneyt Çakır a fost și unul din arbitrii turneului final de la Euro 2012.